# 姆仓博罗
姆仓博罗（法語：Mtsamboro，法語發音：[mtsɑ̃bɔʁo]）是法国海外省马约特的一个市镇。

## 地理
姆仓博罗（12°41'53"S, 45°4'9"E）面积16.41 平方千米，位于法国海外省马约特。
与姆仓博罗接壤的市镇（或旧市镇、城区）包括：阿库阿、邦德拉布阿。
姆仓博罗的时区为UTC+03:00。

## 行政
姆仓博罗的邮政编码为97630，INSEE市镇编码为97612。

## 政治
姆仓博罗所属的省级选区为姆仓博罗县，同时姆仓博罗也是该县的中央投票站所在地。

## 人口
姆仓博罗于2017时的人口数量为7705人。